# Бартим
Барти́м (рос. Бартым, башк. Бартым) — присілок у складі Караідельського району Башкортостану, Росія. Входить до складу Озеркинської сільської ради.
Населення — 158 осіб (2010; 195 у 2002).
Національний склад:
- башкири — 87 %

Стара назва — Буртим.